# Чемпионат мира по стрельбе из лука 1975
Чемпионат мира по стрельбе из лука 1975 года — 28-й чемпионат мира по стрельбе из лука. Соревнование было проведено в Интерлакене (Швейцария) в июне 1975 года и было организовано Всемирной федерацией стрельбы из лука (FITA).

## Медалисты

### Классический лук
| Дисциплина                     | Золото             | Серебро          | Бронза         |
| Мужчины. Индивидуальный турнир | Даррел Пейс        | Ричард Маккинни  | Кауко Лаасонен |
| Женщины. Индивидуальный турнир | Зебинисо Рустамова | Валентина Ковпан | Хан Сун Хи     |
| Мужчины. Командный турнир      | США                | Япония           | Финляндия      |
| Женщины. Командный турнир      | СССР               | КНДР             | США            |

## Медальный зачёт
| Место | Страна    | Золото | Серебро | Бронза | Всего |
| ----- | --------- | ------ | ------- | ------ | ----- |
| 1     | США       | 2      | 1       | 1      | 4     |
| 2     | СССР      | 2      | 1       | -      | 3     |
| 3     | КНДР      | -      | 1       | 1      | 2     |
| 4     | Япония    | -      | 1       | -      | 1     |
| 5     | Финляндия | -      | -       | 2      | 2     |